# Teichnapfschnecken
Die Teichnapfschnecken (Acroloxidae) sind eine Familie im Süßwasser lebender Schnecken aus der Ordnung der Lungenschnecken (Pulmonata). Der deutsche Name ist etwas irreführend, da Vertreter dieser Familie längst nicht nur in Teichen, sondern auch in Seen, langsam fließenden Gewässern sowie in Höhlengewässern auftreten können. Die Familie wird hier zur Unterordnung der Wasserlungenschnecken (Basommatophora) gerechnet.

## Merkmale
Die Gehäuse sind napfförmig und mehr oder weniger längsoval. Der Apex zeigt nach hinten links. Die Tiere sind anatomisch rechtsorientiert, wodurch sie sich von den zahlreichen übrigen napfförmigen Süßwasserschnecken (in Europa speziell Ancylus- und Ferrissia-Arten), die zu den Tellerschnecken gehören und linksorientiert sind, unterscheiden lassen. Auf der rechten Seite haben sie eine sekundäre Kieme in der Lungenhöhle entwickelt.

## Lebensweise
Der Gasaustausch erfolgt direkt aus der Wasserphase über die Haut und die sekundäre Kieme in den Körper; die Schnecken müssen daher nicht zwecks Luftatmung an die Wasseroberfläche kommen. Als Nahrung dienen Algen, die auf dem Substrat wachsen (Periphyton), teilweise wohl auch verrottende Pflanzenteile.

## Verbreitung und Lebensraum
Die Familie ist in den gemäßigten Breiten der nördlichen Halbkugel verbreitet. Auffallend ist das Vorkommen spezieller Arten in alten Seen (Ohridsee und speziell Baikalsee). Die Schnecken leben in stehenden oder langsam fließenden Gewässern vielfach an Wasserpflanzen, aber auch auf Holz oder Steinen. In Mitteleuropa kommt nur eine Art vor; s. hierzu Acroloxus lacustris.

## Paläontologie und Evolution
Die Acroloxidae gelten aufgrund morphologischer und molekulargenetischer Merkmale als relativ ursprüngliche Vertreter der Hygrophila (Wasserlungenschnecken i. e. S.). Aufgrund der Kleinheit und Merkmalsarmut der Schalen ist die Fossillage nicht geklärt. Seit der mittleren Kreide (Coniacium, vor etwa 87 Millionen Jahren) werden einzelne Funde der Familie der Teichnapfschnecken zugeordnet; es ist aber zu erwarten, dass die Familie älteren Ursprungs ist.

## Systematik
Die Familie ist die einzige Familie innerhalb der Überfamilie Acroloxoidea und umfasst gemäß derzeitiger Systematik drei Gattungen mit ca. 10 Arten:
- Acroloxus Beck, 1837 oder 1838; ca. 5 Arten; davon vier Arten in Europa und eine Art in Nordamerika
- Pseudancylastrum Lindholm, 1909; ca. 3 Arten im Baikalsee
- Gerstfeldtiancylus Starobogatov, 1989, mit ca. 2 Arten[2]